# Tăng methemoglobin huyết
Methemoglobinemia, tạm dịch: tăng methemoglobin huyết là một tình trạng gây ra bởi nồng độ methemoglobin trong máu tăng cao. Methemoglobin là một dạng của huyết sắc tố có chứa sắt Fe3+. Ái lực với oxy đối với Fe3+ bị suy yếu. Sự liên kết của oxy với methemoglobin dẫn đến sự gia tăng ái lực với oxy ở các vị trí heme còn lại ở trạng thái màu trong cùng một đơn vị hemoglobin tetrameric. Điều này dẫn đến khả năng tổng thể của tế bào hồng cầu giảm oxy đến các mô, với đường cong phân ly oxy hemoglobin liên quan do đó chuyển sang trái. Khi nồng độ methemoglobin tăng cao trong các tế bào hồng cầu, giảm oxy huyết có thể xảy ra.
Methemoglobinemia có thể là do một số loại thuốc, hóa chất hoặc thực phẩm hoặc nó có thể được di truyền. Các chất liên quan có thể bao gồm benzocaine, nitrat hoặc dapsone. Cơ chế cơ bản liên quan đến một số chất sắt trong hemoglobin được chuyển đổi từ dạng Fe2+ thành dạng Fe3+. Chẩn đoán thường bị nghi ngờ dựa trên các triệu chứng và oxy máu thấp không cải thiện khi điều trị bằng oxy.
Điều trị thường bằng liệu pháp oxy và xanh methylene. Các phương pháp điều trị khác có thể bao gồm vitamin C, truyền máu trao đổi và liệu pháp oxy hyperbaric. Kết quả nói chung là khả quan. Tăng methemoglobin huyết tương đối hiếm gặp, với hầu hết các trường hợp là mắc phải hơn là do di truyền.

## Dấu hiệu và triệu chứng

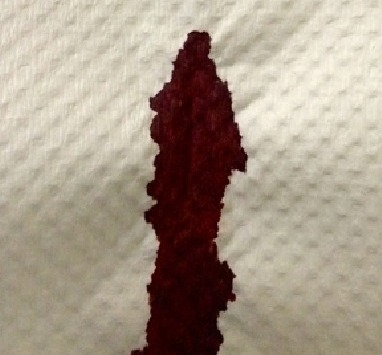
Máu màu nâu chocolate vì bệnh tăng methemoglobin huyết

Các dấu hiệu và triệu chứng của methemoglobinemia (mức độ methemoglobin trên 10%) bao gồm khó thở, tím tái, thay đổi trạng thái tâm thần (~ 50%), nhức đầu, mệt mỏi, không dung nạp tập thể dục, chóng mặt và mất ý thức.
Những người bị methemoglobinemia nặng (mức độ methemoglobin trên 50%) có thể biểu hiện co giật, hôn mê và tử vong (> 70%). Những người khỏe mạnh có thể không có nhiều triệu chứng với nồng độ methemoglobin dưới 15%. Tuy nhiên, những bệnh nhân mắc các bệnh đồng mắc như thiếu máu, bệnh tim mạch, bệnh phổi, nhiễm trùng huyết hoặc sự hiện diện của các loại huyết sắc tố bất thường khác (ví dụ như carboxyhemoglobin, sulfhemoglobin hoặc hồng cầu hình liềm) có thể gặp các triệu chứng từ trung bình đến nặng ở mức thấp hơn nhiều -8%).

## Sinh lý bệnh
Thông thường, nồng độ methemoglobin <1%, được đo bằng xét nghiệm oxy hóa CO. Nồng độ methemoglobin trong máu tăng cao là do các cơ chế chống lại stress oxy hóa trong tế bào hồng cầu bị áp đảo và ion Fe2+ của nhóm heme của phân tử hemoglobin bị oxy hóa thành trạng thái Fe3+. Điều này chuyển đổi huyết sắc tố thành methemoglobin, dẫn đến giảm khả năng giải phóng oxy đến các mô và do đó thiếu oxy. Điều này có thể làm cho máu có màu xanh hoặc màu nâu sô cô la.